# Hans Agerbek
Hans Agerbek född 1 februari 1798. Död 13 september 1869, dansk sockenpräst i Öster Haesinge på Fyn.  Psalmförfattare.
I danska Psalmebog for Kirke og Hjem finns han representerad med psalm nr. 516 Uforsagt, vaer paa Vagt som på svenska blev översatt till psalmen Våga dig Dristelig, som sjöngs till melodin till psalmen Stilla natt. Denna psalm var medtagen i tillägget till Roskilde Konvents Psalmebog 1873 och 1890. Till samma melodi diktade han också den enda versen till den danska psalmen nr. 427 (ursprungligen en del av samma psalm) som på svenska översattes till psalmen Klockan slår, tiden går:
Klokken slaar

Tiden gaar,

Evigheden os forestaar;

Lad os da bruge den kostbare Tid,

Tjene vor Herre med al vor Flid,

Saa skal vi nok komme hjem!

## Psalmer
- Uforsagt, vær på vagt! diktad 1848 och varje vers 1-5 inleds med samma meningar Uforsagt, vær på vagt! Jesus haver det alt fuldbragt. Sista, sjätte, versen finns översatt till svenska Klockan slår, tiden går. Sjungs till en melodi komponerad av Oluf Ring. Även psalmen Våga dig Dristelig har tillskrivits Agerbek, men troligtvis på felaktig grund.